# Espinosa de los Caballeros
Espinosa de los Caballeros è un comune spagnolo di 104 abitanti situato nella comunità autonoma di Castiglia e León.